# Shtar Academy
Ne doit pas être confondu avec Star Academy.
Shtar Academy (également connu sous le nom de Shtar Ac) est un groupe français de musique hip hop qui a commencé dans une prison et connu dans les années 2013-2014, composé des rappeurs « Badri », « Malik » et « Mirak », dans le cadre d'un projet pilote au centre pénitentiaire d'Aix-Luynes (Bouches-du-Rhône). Ils sortent leur premier album studio Shtar Academy le 20 janvier 2014 ; leur second album sort en octobre 2022.

## Étymologie
En argot arabe, « Shtar » est un synonyme de flic ou de prison. « Shtar Academy » est également un jeu de mots sur l'émission française de téléréalité de concours musicaux Star Academy.

## Histoire

### Formation (2012)
La Shtar Academy a commencé en 2012 entre les murs du centre pénitentiaire d'Aix-Luynes. Le producteur et DJ Mouloud Mansouri a proposé l'idée à l'administration pénitentiaire d'Aix-en-Provence, qui a accepté d'aller de l'avant. Mouloud Mansouri était impliqué dans l'organisation d'événements dans la région de Toulon à travers sa société Fu-Jo, et avait déjà purgé une peine entre 1999 et 2008 pour trafic de drogue. Pendant son incarcération, et grâce à ses contacts avec différents artistes hip hop, il a pu organiser plusieurs événements musicaux, notamment à la prison de Val-de-Reuil. où il était incarcéré, en invitant des artistes hip hop à se produire devant les détenus.
Après avoir obtenu un premier accord en 2012 pour un festival de hip-hop qui devait se tenir à l'été 2013 au centre pénitentiaire d'Aix-Luynes, avec des artistes attendus tels que Cut Killer, Némir, Médine, Psy 4 de la Rime et Kery James, entre autres, Mansouri a proposé que la première partie du festival soit assurée par un certain nombre de détenus présentant leurs compositions. Le projet Shtar Academy a vu le jour à la suite de cette proposition. L'administration pénitentiaire a accepté la construction d'un studio d'enregistrement dans l'enceinte de la prison, mais s'est réservée le droit de censurer les textes proposés par les prisonniers jugés excessivement violents ou agressifs envers les gardiens de prison, ou présentant des paroles menaçantes adressées aux juges, à la police ou aux victimes de crimes[source secondaire souhaitée].

### Sélection et premiers travaux (2012-2013)
Les prisonniers détenus depuis un an ou plus au centre pénitentiaire d'Aix-Luynes pouvaient faire valoir leur talent potentiel. Plus de 200 prisonniers, soit la quasi-totalité de la population de la prison, ont été informés du projet, et au départ, une trentaine d'entre eux ont manifesté leur intérêt et se sont inscrits au projet. Grâce à des entretiens, des évaluations et des tests de performance menés par Mansouri et le coproducteur Tony Danza, le nombre de candidats éligibles a été réduit à une douzaine et finalement trois des plus talentueux ont été choisis par un processus d'élimination compétitif pour mener le projet musical. Badri a été condamné à une peine de sept ans, tandis que Malik et Mirak ont été condamnés respectivement à trois et quatre ans de prison.
Pendant une année entière, les trois hommes ont travaillé régulièrement dans le cadre de divers ateliers d'écriture de chansons, de composition et de formation à l'enregistrement et à la production assistée par ordinateur. Plus de 30 rappeurs et producteurs français connus ont donné de leur temps pour soutenir le projet par le biais du mentorat et du coaching. Ils ont également fourni du temps de studio et ont accepté d'apparaître dans les compositions des détenus, qui ont été présentées lors d'un spectacle live de trois heures le 3 juin 2013.

### Shtar Academy(2013–2014)
Leur premier clip officiel, pour la chanson Wesh les taulards, est sorti le 21 novembre 2013. Cependant, il ne met pas en scène les trois rappeurs, qui étaient encore incarcérés à l'époque, car on a estimé que leur apparition en personne mettrait en danger leur sécurité, et c'est pourquoi plusieurs acteurs ont pris leur place dans la vidéo. 
L'anticipation de la sortie de leur premier album studio Shtar Academy a été renforcée par la sortie de leur premier single Les Portes du pénitencier en décembre 2013, avec Nekfeu et Némir, ainsi que Alonzo et Soprano de Psy 4 de la rime. Le clip de la chanson a été publié à l'occasion de la sortie du single, et présente des apparitions de Mirak ainsi que des quatre artistes susmentionnés qui interprètent la chanson. Le clip de la version longue de la chanson est sorti le 3 janvier 2014. En incluant les artistes présents dans la version courte, la chanson fait intervenir Lino, Keny Arkana, Médine et les Casseurs Flowters (Orelsan et Gringe) entre autres.

## Discographie
Albums studio :
- Shtar Academy (2014)
- Shtar Academy saison 2 (2022)
  - Réédition : Shtar Academy (En Permission) (2023)